# Vieux-Rouen-sur-Bresle
Vieux-Rouen-sur-Bresle är en kommun i departementet Seine-Maritime i regionen Normandie i norra Frankrike. Kommunen ligger i kantonen Aumale som tillhör arrondissementet Dieppe. År 2022 hade Vieux-Rouen-sur-Bresle 583 invånare.

## Befolkningsutveckling
Antalet invånare i kommunen Vieux-Rouen-sur-Bresle
| Referens: INSEE |